# Eubetia
Eubetia là một chi bướm đêm thuộc phân họ Tortricinae của họ Tortricidae.

## Các loài
- Eubetia bigaulae Brown, 1999
- Eubetia boop Brown, 1999